# Alles ist Liebe
Alles ist Liebe ist ein deutscher Spielfilm des Regisseurs Markus Goller aus dem Jahr 2014. Der Weihnachtsfilm basiert auf einem Drehbuch der Autorin Jane Ainscough und ist eine deutschsprachige Neuverfilmung des niederländischen Ensemblefilms Alles is liefde (2007), dem wiederum Richard Curtis’ Film Tatsächlich… Liebe (2003) zum Vorbild diente. Die tragikomische Produktion erzählt von zehn Frauen und Männern aus dem Raum Frankfurt am Main, die an den drei Tagen vor dem Weihnachtsfest mit allerlei Liebes- und Beziehungsproblemen zu kämpfen haben.
Der Episodenfilm wurde von der Henning Ferber Filmproduktion und Film1 in Co-Produktion mit Universal Pictures International Germany produziert und zwischen Februar und April 2014 vorrangig in Frankfurt, Berlin und Umgebung gedreht. In den Hauptrollen sind Nora Tschirner, Tom Beck, Heike Makatsch, Wotan Wilke Möhring, Katharina Schüttler, Fahri Yardım, Christian Ulmen, Friedrich Mücke, Inez Björg David und Elmar Wepper zu sehen. Alles ist Liebe wurde am 4. Dezember 2014 zur öffentlichen Vorführung in Deutschland freigegeben, wo der Film auf gemischte Kritiken stieß.

## Handlung
Anlässlich ihres Firmenjubiläums organisiert die Kaufhauskette Berghans & Gutmann am 21. Dezember ein Weihnachtsspektakel am Mainkai in Frankfurt am Main. Bei der groß angelegten Marketingaktion, die vom lokalen TV-Sender Skyline TV übertragen wird, soll ein Darsteller im Weihnachtsmannkostüm auf einem Schiff die Wünsche von Kindern entgegennehmen – doch leider läuft die Veranstaltung mächtig aus dem Ruder: Schauspieler Tom von Loessel erleidet einen Herzinfarkt und stirbt noch im Kostüm an Bord des Schiffes. Aufnahmeleiterin Alice benötigt daher händeringend einen Ersatz für das Event. Kollege Daniel kann schließlich Anhalter Martin, den er zuvor nach einer Autopanne am Straßenrand aufgesammelt hat, überreden, kurzfristig einzuspringen.
Doch die Pannenserie nimmt kein Ende: Martin sieht sich während seines Auftrittes gezwungen in die kalten Fluten zu springen, um die kleine Lotte vor dem Ertrinken zu retten, nachdem diese die Absperrung durchbrochen hat, um dem Weihnachtsmann ihren Wunschzettel übergeben zu können. Lotte ist die älteste Tochter von Simone und Kerem, die inzwischen ihr drittes Kind erwarten. Kerem, der seit längerer Zeit arbeitslos ist, verheimlicht seiner Frau jedoch, dass er zeitweise auf dem innerstädtischen Weihnachtsmarkt angeheuert hat und der Familie die Zwangsräumung ihrer Wohnung bevorsteht. So kann er Gerichtsvollzieher Viktor kurzfristig um einige Tage Aufschub bitten.
Dieser ist mit seinen Gedanken ohnehin nur noch bei seiner kurz bevorstehenden Hochzeit mit seinem Lebensgefährten Klaus, den die Aussicht auf das bevorstehende Ereignis jedoch in eine Lebenskrise stürzt. Unterstützung findet Viktor bei seiner Schwester Kiki, die bei Berghans & Gutmann arbeitet und, verkleidet als überdimensionales Geschenk, während des Events am Main ihren Ex-Freund Jan wiedertrifft. Der Schauspieler hat mittlerweile den Durchbruch als Hollywoodstar feiern können und ist nach Frankfurt gekommen, um seinen neuen Film Der Berserker zu promoten. Für das ehemalige Paar, das sich im Schlechten getrennt hat, verläuft das Wiedersehen jedoch ohne große Freude.
Simones Freundin Clara erfährt noch während der Aufzeichnung, dass ihr Vater, Burgschauspieler von Loessel, verstorben ist und sie die Zeit bis Weihnachten mit den Vorbereitungen zu dessen Beisetzung verbringen wird. Widerwillig lässt sie ihren Sohn Boris in der Obhut seines Vaters Hannes, von dem sie nach dessen Affäre mit Boris’ Lehrerin Sarah getrennt lebt. Während Clara auf die Scheidung drängt, hofft Hannes auf eine Versöhnung, und so nimmt er die Anwesenheit seines Sohnes zum Anlass, Clara abermals von seinen Qualitäten als treusorgender Familienvater zu überzeugen. Dabei ist es ausgerechnet Clara, die sich nach der Beerdigung ihres Vaters einen Ausrutscher mit dem jungen Daniel erlaubt.
Zum Schluss gibt es am Heiligen Abend für alle ein Happy End: Clara erkennt nach der Nacht mit Daniel, dass sie nur einen liebt: Hannes. Sie eilt sofort zu ihm, die beiden versöhnen sich und wollen einen Neuanfang ihrer Ehe wagen.
Kerem ist inzwischen auf Martin getroffen, der immer noch in seinem Weihnachtsmannkostüm steckt, und bittet ihn, im Kostüm mit zu ihm nach Hause zu kommen, damit er sein Versprechen an Lotte, den Weihnachtsmann zu holen, erfüllen könne. Martin stimmt nach einigem Zögern zu. Die Überraschung gelingt, Simone und Kerem sprechen sich aus und wollen gemeinsam durch Kerems Arbeitslosigkeit kommen. Lotte hat ihre Klassenkameraden informiert und diese sitzen nun alle um den Weihnachtsmann, alias Martin, in Simones und Kerems Wohnzimmer. Alice erfährt ebenfalls den Aufenthaltsort von Martin und bekommt so doch noch ihr Interview mit dem Weihnachtsmann.
Klaus ist bei einem Kollegen untergekommen, nachdem er Viktor im entscheidenden Moment vor dem Traualtar davongelaufen ist. Im Fernsehen sieht er, wie Alice gerade den Weihnachtsmann, alias Martin, interviewt und ihm stockt der Atem, als er hört, wie Martin erzählt, er habe einen Sohn, zu dem er aber keinen Kontakt habe. Martin nennt auch seinen Namen: Klaus.
Viktor holt Klaus von der Wohnung seines Kollegen ab und im Auto schwören sie einander erneut ihre Liebe und dass sie immer für einander da sein wollen. Auf dem Weg nach Hause treffen sie im Stau auf Martin, und als Vater und Sohn, Martin und Klaus, einander gegenüber stehen, fallen sie sich in die Arme.
Der Film endet mit einem leidenschaftlichen Kuss von Klaus und Viktor vor dem Traualtar nach dem Jawort.

## Produktion

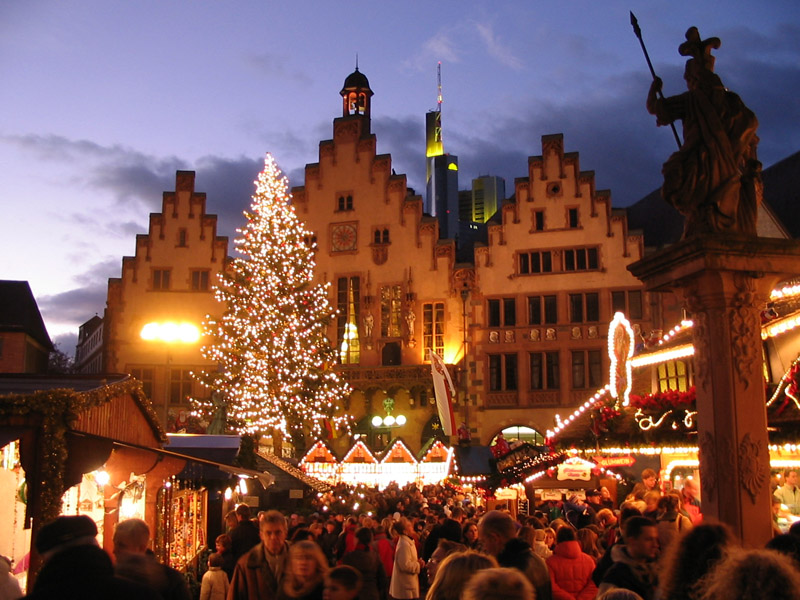
Auf dem Römerberg wurde der Frankfurter Weihnachtsmarkt für den Dreh eigens neu errichtet.

Alles ist Liebe wurde zwischen dem 17. Februar und 11. April 2014 an verschiedenen Standorten in Berlin, Frankfurt am Main und Umgebung gedreht. In der Mainmetropole, wo die Filmcrew 23 Tage zubrachte, dienten unter anderem der Kaiserplatz, der angrenzende Frankfurter Hof, der Eiserne Steg, das Museumsufer, der Opernplatz vor der Alten Oper, die Nordweststadt, der Römer und der Rotlichtbezirk im Bahnhofsviertel als Kulisse. Weitere Aufnahmen entstanden an der Wallschule in Langen sowie auf den Mainwiesen nahe dem Schloss Philippsruhe in Hanau. An weiteren 19 Tagen wurde abschließend in Berlin gefilmt, wo unter anderem Szenen am Richardplatz in Berlin-Neukölln gedreht wurden.
Produziert wurde die Komödie mit einem Budget von acht Millionen Euro gemeinsam von der Alles ist Liebe Filmproduktions GmbH und der Film1 in Co-Produktion mit Universal Pictures International Germany. Als Produzent agierte Henning Ferber mit seiner Henning Ferber Filmproduktions GmbH. HessenInvest unterstütze das Projekt mit 800.000 Euro. Die Filmförderungsanstalt steuerte 600.000 Euro zur Produktions- und Verleihförderung bei, der Deutsche Filmförderfonds (DFFF) knapp 922.000 Euro. Das Medienboard Berlin-Brandenburg förderte die Produktion mit 400.000 Euro.
Für die musikalische Untermalung zeigte sich Komponistin Annette Focks verantwortlich. Neben Focks’ Filmmusik ist in Alles ist Liebe vornehmlich Popmusik internationaler Künstler zu hören; darunter Dean Martins Version von „You’re Nobody ‘til Somebody Loves You“, Lily Allens Keane-Coverversion „Somewhere Only We Know“, The Four Tops’ „I Can’t Help Myself (Sugar Pie Honey Bunch)“ sowie CeeLo Greens modernes Cover des Weihnachtsliedes „What Christmas Means to Me“. Als Erzähler trat Joachim Kerzel vor das Mikrofon.

## Rezeption

### Kritiken
„Alles ist Liebe, so wünscht man sich das Weihnachtsfest“, befand Kino.de. „Fünf miteinander verwobene Episoden um Liebes-Chaos im ganz normalen Vorweihnachts-Wahnsinn, turbulent und wild-romantisch. Fazit: Liebe ist alles, Alles ist Liebe, und alle haben Ärger mit der Liebe: Das Film-Geschenk zum Fest der Liebe.“
Epd Film gab dem Film lediglich 2 von 5 Sternen und urteilte, dass Goller sich in der „Vielfalt der angerissenen Geschichten“ verzettele. „Wirklich tödlich aber“ sei, „dass es keinerlei Erdung in der Wirklichkeit“ gebe, die Schauplätze nur Musterwohnungen und die Regale nur gefüllt mit Requisiten seien.
„Nicht alle Wünsche gehen in Erfüllung: Alles ist Liebe ist nicht Tatsächlich … Liebe“, urteilte Cinema.de. „Für das größte Geschenk sorgen die namhaften Darsteller, die tapfer gegen alberne Zufälle und vorhersehbare Wendungen anspielen. Komische Situationen […] Es stimmt schon, das Drehbuch ist über weite Strecken so formelhaft und unoriginell, wie der Filmtitel vermuten lässt. Andererseits: Wer hat schon Lust, so kurz vor der Bescherung die Rute rauszuholen? Und so lassen wir uns lieber vom behaglichen Lichterglanz dieser bittersüßen Komödie blenden. Es ist schließlich nur einmal im Jahr Weihnachten.“
Michael Ranze bezeichnete Alles ist Liebe im Filmdienst als „einen unordentlichen Episodenfilm“ mit einer „hektische[n] Nervosität, die nicht so recht zur beabsichtigten Weihnachtsstimmung passen will“. Regisseur Goller verlasse sich vor allem „auf die Popularität seiner Darsteller“. Ranze befand, „die Botschaft, dass Weihnachten das Fest der Liebe ist“, komme in diesem Film „so zuckersüß und versöhnlich daher, dass man doch lieber dem niederländischen Original den Vorzug geben möchte“.
Die Deutsche Film- und Medienbewertung (FBW) in Wiesbaden verlieh der Komödie das Prädikat wertvoll. In der Begründung heißt es, Alles ist Liebe sei „eine turbulente Weihnachtskomödie mit guten Schauspielern, kleinen Wundern und vielen heiteren Momenten“, die „ständig zwischen ausgelassener Komik und echten Gefühlen“ pendele. Besonderes Lob erhielt der „gelungene[] und zeitgemäß wertfreie[] Umgang mit einem im Film dargestellten schwulen Paar“. Allerdings verzettele sich Regisseur Goller „an manchen Stellen in den vielen oft nur angerissenen Geschichten und emotionalen Ebenen“ und der Beginn des Films ziehe sich „ein wenig in die Länge“. Zudem wolle „die Filmkulisse à la Hollywood … nicht immer so richtig in die deutsche Vorweihnachtszeit passen“.

### Erfolg

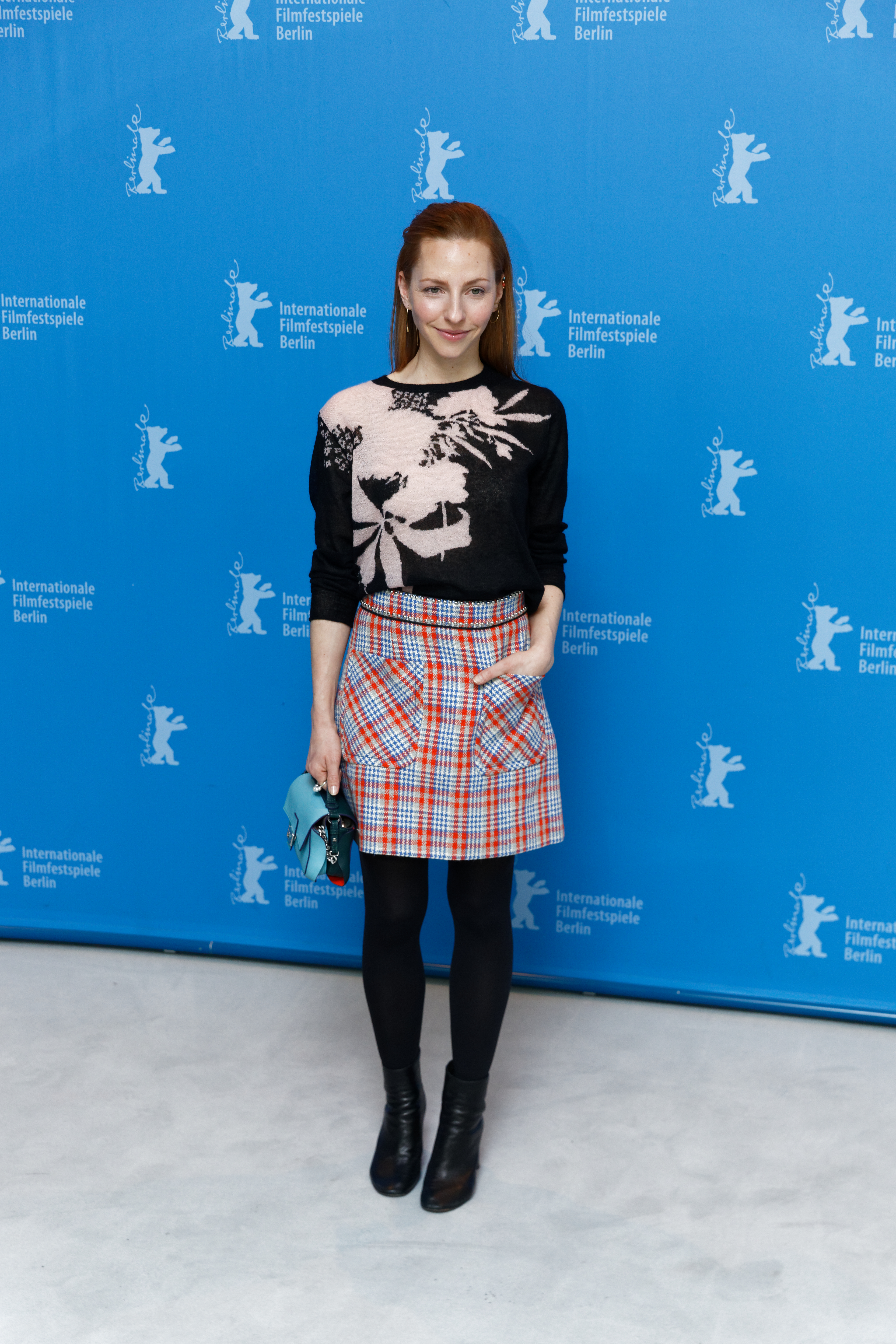
Katharina Schüttler wurde für ihre Darstellung für den Jupiter nominiert.

Alles ist Liebe feierte am 25. November 2014 im Cinemaxx-Kino am Potsdamer Platz in Berlin Premiere. Die Freigabe der Produktion zur öffentlichen Vorführung erfolgte schließlich am 4. Dezember 2014. Die Komödie verzeichnete nach Ende des ersten Vorführwochenendes 85.098 Zuschauer in 527 Kinos und platzierte sich als erfolgreichster deutschsprachiger Neustart hinter Die Tribute von Panem – Mockingjay Teil 1, Die Pinguine aus Madagascar, Paddington und Interstellar auf Platz fünf der deutschen Kinocharts. Insgesamt konnte die Produktion innerhalb von fünf Wochen 443.709 Besucher in die Kinos locken. Mit 426.042 Besuchern bis Jahresende platzierte sich die Komödie auf Platz 22 der meistgesehenen deutschen Kinoproduktionen des Jahres 2014. Die Gesamteinspielergebnis in Deutschland betrug 3,5 Millionen Euro.
In der Schweiz stieg Alles ist Liebe mit 4.616 Besuchern in 25 Kinos auf Rang zehn der deutschschweizerischen Kinocharts ein. Der Film war nach Der Hobbit: Die Schlacht der Fünf Heere zweithöchster Neueinsteiger des Wochenendes. In der zweiten Vorführwoche erreichte der Spielfilm Platz neun. Der Film hielt sich vier Wochen in den deutschschweizerischen Top 25 und konnte insgesamt 10.113 Zuschauer verzeichnen. Die Premiere im frei empfangbaren Fernsehen fand am Zweiten Weihnachtsfeiertag 2017 im Spätprogramm des ZDF statt. Mit 1,49 Millionen Zuschauern und 10,2 Prozent Marktanteil erfolgte die Ausstrahlung unter Senderschnitt. 9 Prozent Marktanteil entfielen dabei auf die werberelvante Gruppe.

### Auszeichnungen
Im März 2015 nominierte die deutsche Zeitschrift Cinema die Schauspieler Katharina Schüttler, Friedrich Mücke und Jannis Niewöhner für den Publikumsfilmpreis Jupiter in den Kategorien „Beste deutsche Darstellerin“ und „Bester deutscher Darsteller“. Das Trio unterlag jedoch seinen Mitstreitern. Schüttler war für ihr Spiel in Alles ist Liebe und der TV-Weihnachtstragikomödie Stille Nächte (2014) darüber hinaus für die Romy in der Kategorie „Beliebteste Schauspielerin Kino/TV-Film“ nominiert.